# Schronisko Wielka Strąka
 Schronisko Wielka Strąka – schron jaskiniowy powyżej Rozwalistej Turni w orograficznie lewym zboczu Doliny Kobylańskiej. Pod względem geograficznym jest to obszar Wyżyny Olkuskiej wchodzący w skład Wyżyny Krakowsko-Częstochowskiej, administracyjnie znajduje się w obrębie wsi Kobylany, w gminie Zabierzów, w powiecie krakowskim, w województwie małopolskim.

## Opis obiektu
Schronisko znajduje się w niewielkiej skałce po lewej stronie (patrząc od dołu) szczytu Rozwalistej Turni, około 30 m nad dnem doliny. Jest to próżnia pod wysokim na 2 m okapem o opadającym dnie.
Schronisko jest obiektem pochodzenia krasowego utworzonym w wapieniach z jury późnej. Jest w całości widne, w głębi wilgotne. Nie posiada nacieków, a na jego ścianach rozwijają się mchy, porosty oraz paprocie zanokcica skalna i zanokcica murowa. Zwierząt nie zaobserwowano.
Tuż obok, w innej skałce po prawej stronie Schroniska Wielka Strąka znajduje się większa Jaskinia Wielka Strąka, a w Rozwalistej Turni Dziupla w Rozwalistej Turni, Okap w Rozwalistej Turni i Szczelina w Rozwalistej Turni, 

## Historia poznania i eksploatacji
Schronisko znane była od dawna. Opisywano go łącznie z sąsiednią Jaskinią Wielka Strąka. Pierwszy raz opisał go Gotfryd Ossowski w 1879 roku, który przeprowadził w nim badania archeologiczne. W 1880 r. sporządził pierwsze sprawozdanie z badań w jaskini i schroniska. Znalazł ślady zamieszkiwania przez ludzi w okresie przedhistorycznym. M.in. były to ceramika grupy malickiej i pleszewskiej (kultura lendzielska) oraz neolityczne wyroby krzemienne. W 1948 r. Z. Durczewski znalazł jeszcze ceramikę kultury łużyckiej. Dokumentację schroniska sporządził Kazimierz Kowalski w 1951 r..  Aktualną dokumentację i plan jaskini sporządził J. Nowak w maju 2003 r.

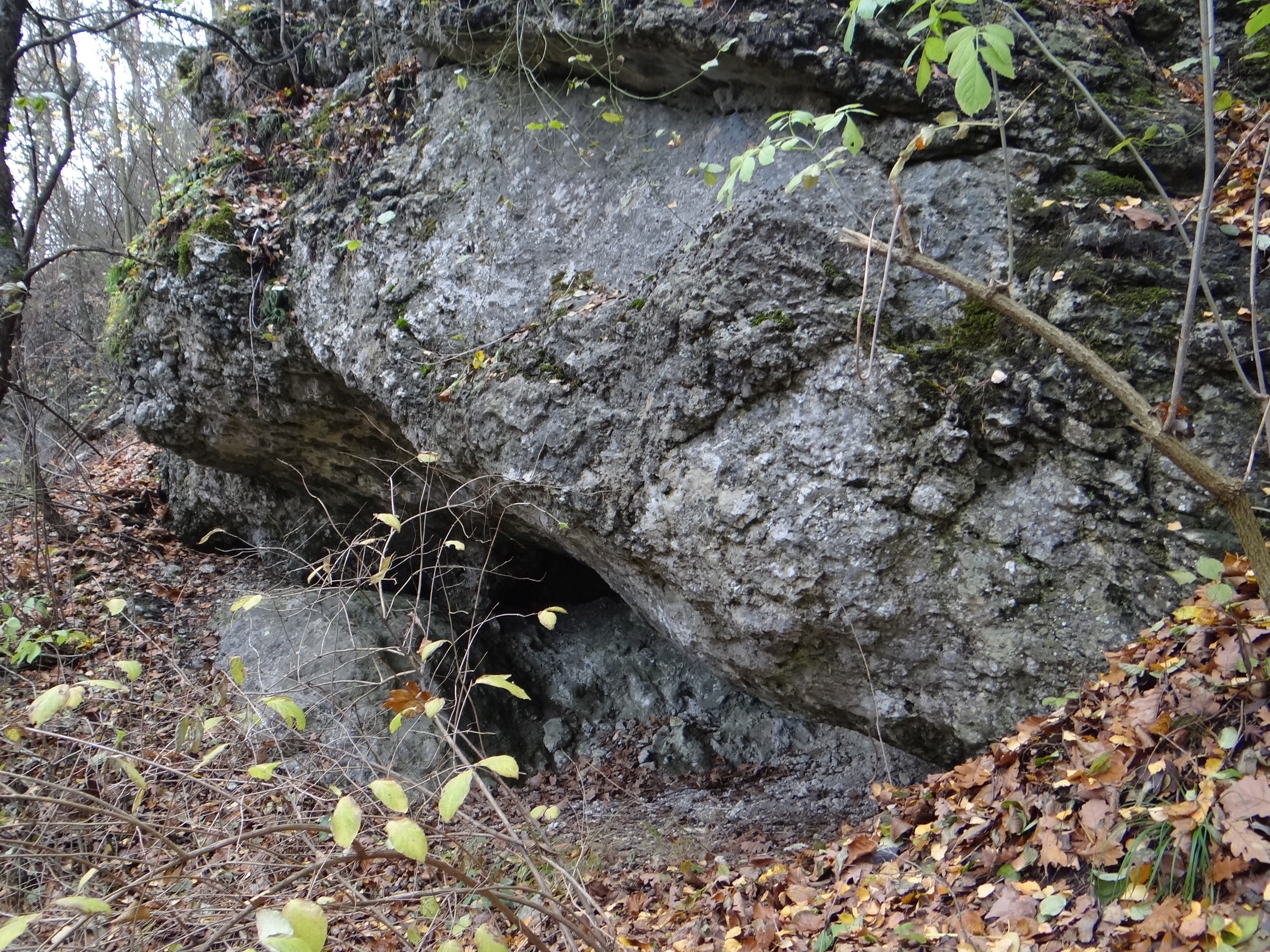
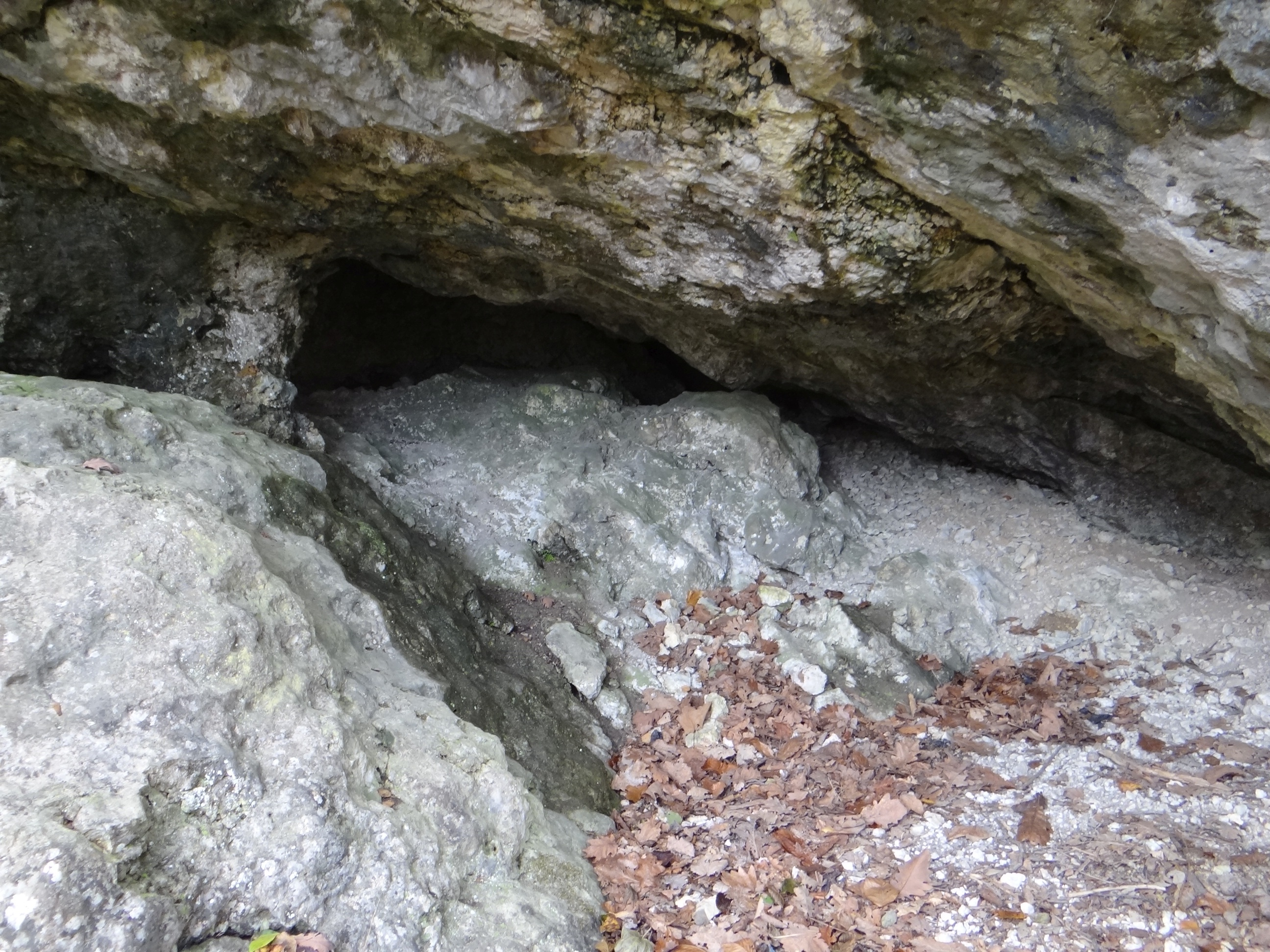
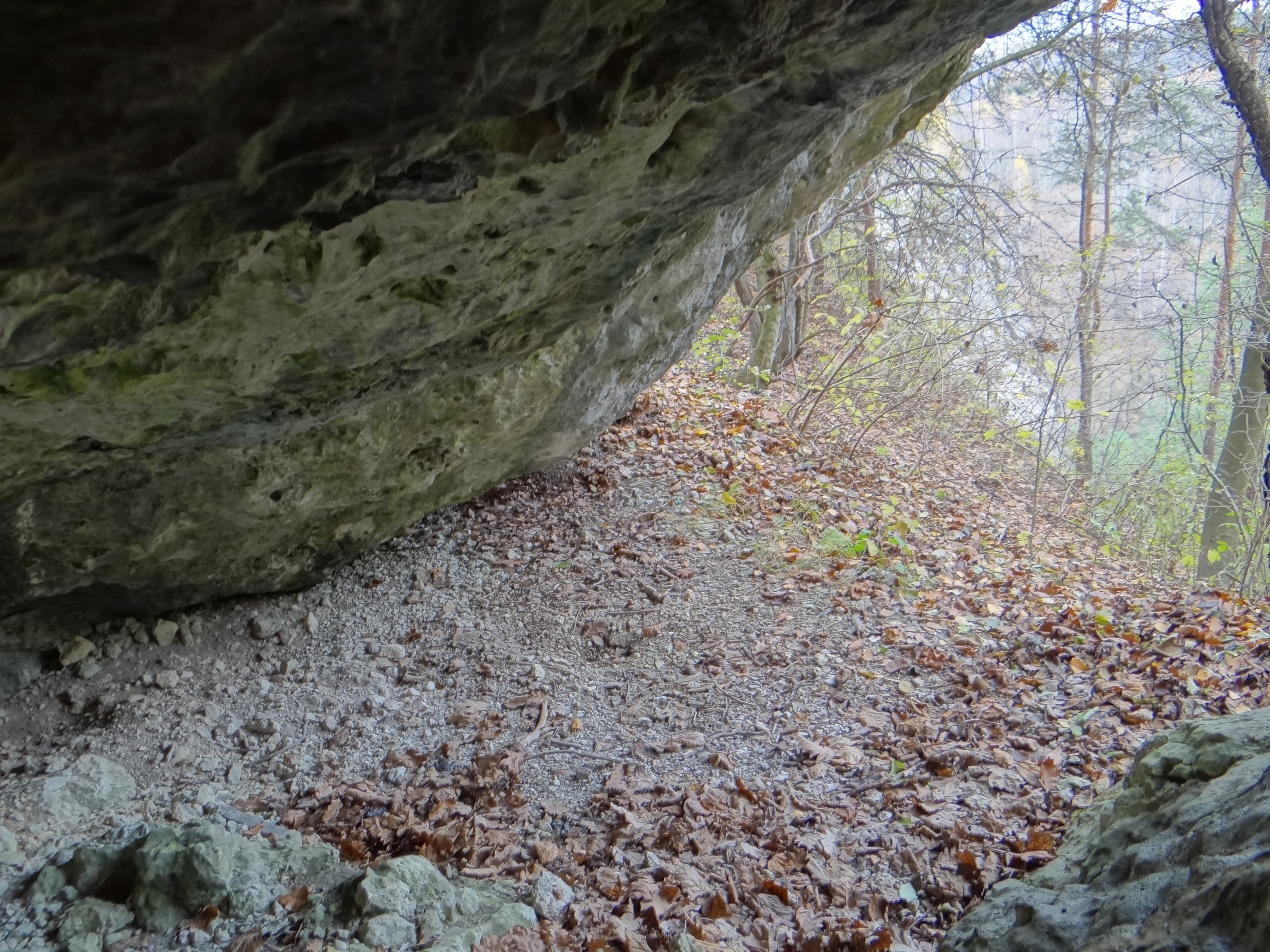
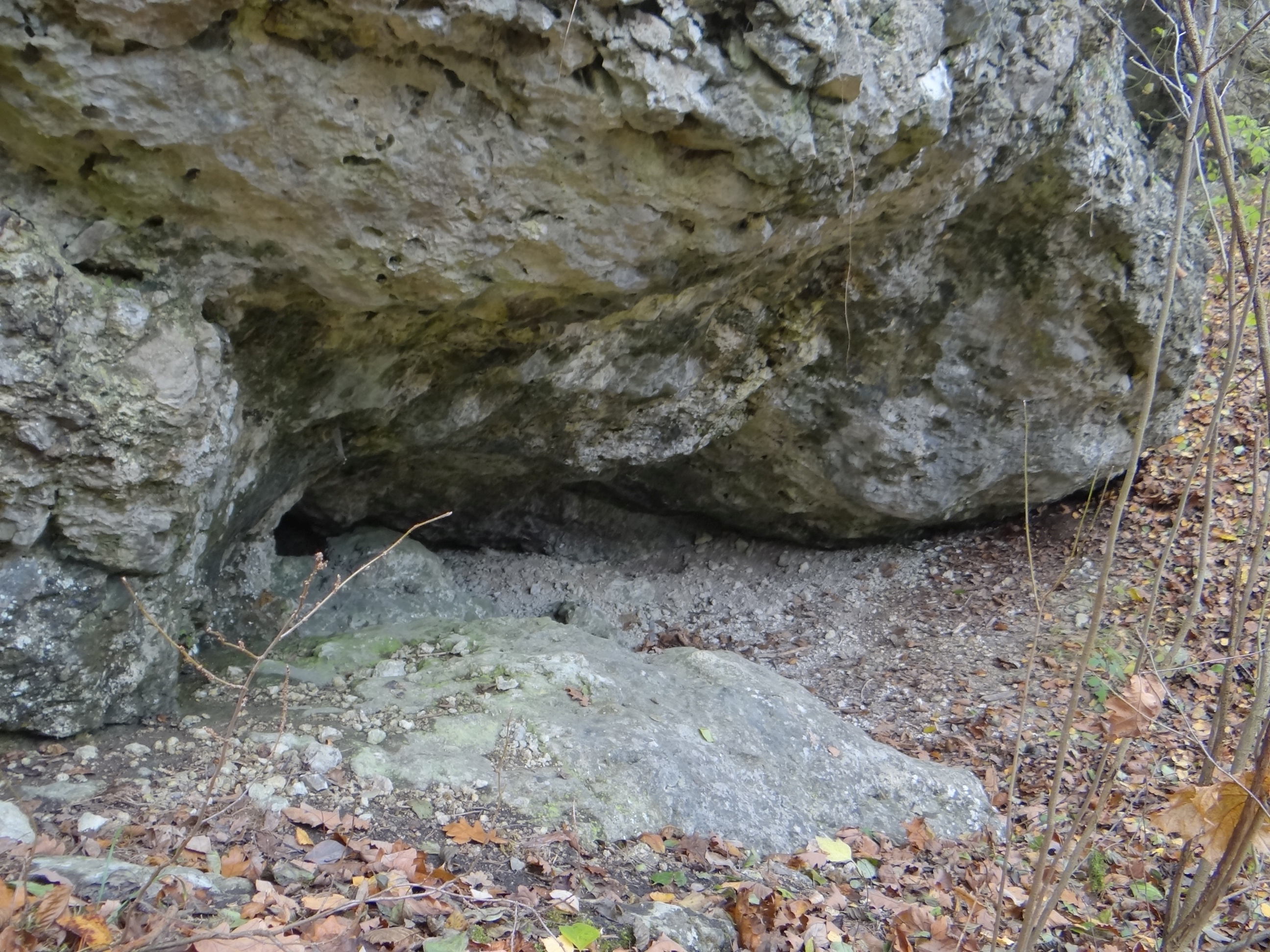